# Copa Taca
La Copa de Las Américas fue una competencia de fútbol con la presencia del club costarricense de la Primera División de Costa Rica, la Liga Deportiva Alajuelense, campeón de la Copa de Campeones de la Concacaf y el cuadro colombiano del Once Caldas, campeón de la Copa Libertadores. El juego de disputó el 31 de octubre de 2004 a partido único en el estadio Alejandro Morera Soto, en Alajuela.
La copa no fue avalada como Copa Interamericana, en su lugar quedó nombrada diferente como “Copa Taca Campeón de Campeones de América” debido a que para jugar la Interamericana era necesario solicitar el aval oficial de Concacaf y de la Confederación Suramericana de Futbol, esto implicaba cederle a cada uno de esos organismos una parte de las ganancias económicas, Alajuelense no accedió a incurrir con el gasto.

## Participantes
- Liga Deportiva Alajuelense (Costa Rica)
- Once Caldas (Colombia)

## Ediciones

### Edición 2004
| 31 de octubre del 2004, 11:00 UTC-6 | L.D. Alajuelense | 1:0 (1:0) | Once Caldas | Morera Soto, Alajuela    |                          |
|                                     | - Bryan Ruiz 41' | Reporte   |             | Árbitro(s): Olger Mejías | Árbitro(s): Olger Mejías |
| Copa Taca                           |                  |           |             |                          |                          |

## Campeón
| Año  | Campeón     | Subcampeón  |
| ---- | ----------- | ----------- |
| 2004 | Alajuelense | Once Caldas |

## Títulos por club
| Club              | Títulos |
| ----------------- | ------- |
| L. D. Alajuelense | 1       |